# 詹姆士·哈尼曼-史考特
詹姆士·「吉米」·哈尼曼-史考特（英語：James "Jimmy" Honeyman-Scott，1956年11月4日—1982年6月16日）是英國搖滾吉他手、詞曲作家和偽裝者合唱團的創始成員之一。
憑藉著樂團，哈尼曼-史考特成為1980年代早期新浪潮運動中最具原創性和多才多藝的吉他手之一。除了擔任主音吉他手之外，哈尼曼-史考特也為樂團唱背景和聲、合寫一些歌曲並在幾首歌中彈過鍵盤。克里西·海特的歌曲〈2000 Miles〉便是為他而寫的，並在他去世的後一年發行。

## 早年經歷與音樂影響
哈尼曼-史考特與偽裝者合唱團的團員：貝斯手皮特·法登和鼓手馬丁·錢伯斯皆來自赫里福德。在加入偽裝者合唱團前，哈尼曼-史考特便已經在好幾個樂團中演出，其中包括The Hot Band、The Cheeks和前衛搖滾樂團羅伯特·約翰·古德弗雷與The Enid的前身：The Hawks（由貝斯手兼主唱凱爾夫·威爾森(Kelv Wilson)、吉他手戴夫·普勞曼(Dave Plowman)和鼓手史坦·史比克(Stan Speak)組成）。在加入偽裝者合唱團時，哈尼曼-史考特正在赫里福德的樂器店裡販賣吉他。
哈尼曼-史考特承認他的吉他演奏受到了很多影響。根據《吉他手期刊》1981年的訪談內容，早年影響他的有奶油樂團、歐曼兄弟樂團和Yes，之後他也受到高個子莫特吉他手米克·拉爾夫斯獨奏吉他旋律線條和推弦運用的啟發。
哈尼曼-史考特也表示自己受尼克·羅和艾維斯·卡斯提洛的Rickenbacker吉他音色影響。在偽裝者合唱團的期間，Rockpile的戴夫·愛德蒙茲和比利·布蘭納、以及尼爾斯·洛夫格倫和克里斯·史佩丁對他的影響也很大。

## 偽裝者合唱團
在1970年代中期，哈尼曼-史考特在赫里福德遇見了還是樂團Cold River Lady成員的皮特·法登。1978年，法登邀了哈尼曼-史考特參與偽裝者合唱團的排練和錄製行程，並於當年夏天正式入團。克里西·海特回憶說：「我一聽到吉米·史考特的演奏，就知道這離自己想要的已經越來越近了。吉米和我有很強的音樂親和力。」
哈尼曼-史考特在塑造樂團聲響的角色是為歌曲添加第二旋律以幫助將它們組合在一起。他回憶說：「我們做了很多排練—每週七天，從早到晚。起初我們很多樂句都很沉重，像是雷鬼歌曲〈Up the Neck〉。不過之後克里西開始喜歡流行樂，也開始寫像〈Kid〉這樣的歌曲。」海特與哈尼曼-史考特都承認他們對比鮮明的風格是相互影響的。哈尼曼-史考特的說法：「她彈很多節奏吉他，而且我不認識任何像她一樣的人。她是真正獨特的，我有一半的時間沒能數中她的節拍。相反的，我只是在它上面彈了一條小的吉他旋律線條，就像〈Tattooed Love Boys〉中的樂句。」
1982年5月和6月，哈尼曼-史考特首次來到洛杉磯，然後回到德克薩斯州奧斯汀短暫訪問他的妻子佩姬·蘇·芬達（Peggy Sue Fender，生於德州奧斯汀的女演員/模特，兩人於1981年4月結婚）。在奧斯汀期間，他參與了史蒂芬·多斯特（Stephen Doster）的首次專輯聯合製作，但該專輯卻從未發行。在與多斯特的合作期間，哈尼曼-史考特於6月14日被召回倫敦，與克里西·海特和馬丁·錢伯斯召開樂團會議，就皮特·法登日益增加的毒品依賴決定將法登從偽裝者合唱團開除。

## 死亡
開除皮特·法登的兩天後，哈尼曼-史考特被發現死在女友的公寓裡，死因為古柯鹼不適造成的心肌梗死，得年25歲。他被埋葬在赫里福德郡萊德市聖彼得教堂的墓地。

## 遺贈
雖然哈尼曼-史考特早逝，但他影響了其他著名的吉他手如強尼·馬爾，他指出：「最重要的是，我的jingle-jangle是來自偽裝者合唱團的詹姆士·哈尼曼-史考特。他在我開始出來演奏之前對我是相當重要的影響。我第一次跟偽裝者合唱團一起演奏〈Kid〉時，我實在是不敢相信。我已經用那首歌的吉他獨奏來熱身多年了。」
哈尼曼-史考特也因發掘了民謠龐克樂團暴力妖姬而受到讚譽，該樂團曾為偽裝者合唱團在威斯康辛州密爾瓦基東方劇院的巡迴演出中擔當開場樂團。
哈尼曼-史考特的去世深刻影響了偽裝者合唱團隨後的方向和樂團的長壽。海特後來說：「諷刺的是，讓樂團如此長命的其中一件事，就是吉米·史考特的死。我覺得我不能讓音樂也和他一起死了。我們努力工作以保持下去……我必須完成我們已經開始的一切。」在1982年6月14日的那場樂團會議中，哈尼曼-史考特曾建議讓羅比·麥金塔許入團，在他死後，麥金塔許接替了他的主音吉他手之位。
2005年，他與海特、法登、錢伯斯以偽裝者合唱團成員身分入選搖滾名人堂。

## 參與作品
- 羅伯特·約翰·古德弗雷（英语：Robert John Godfrey）的《Fall of Hyperion》（1974年）
- 湯米·莫里森（Tommy Morrison）的《Place Your Bets》（1979年）
- 偽裝者合唱團的《Pretenders（英语：Pretenders (album)）》（1980年1月11日）
- 偽裝者合唱團的《Extended Play（英语：Extended Play (Pretenders EP)）》（1981年3月30日）
- 偽裝者合唱團的《Pretenders II（英语：Pretenders II）》（1981年8月15日）

## 相關來源
- 1982年9月26日的《奧斯汀紀事報》，Stephen Doster—Working Class Hero （页面存档备份，存于），作者：安迪·蘭格（Andy Langer）。
- 1981年《吉他手期刊》4月刊，The Pretenders James Honeyman-Scott，作者：傑斯·奧布列克（Jas Obrecht）。
- 1990年《吉他手期刊》1月刊，強尼·馬爾的訪談記錄，訪談者：喬·戈爾（Joe Gore）。
- 2006年的Dantzig Design Group，James Honeyman-Scott of the Pretenders，哈默非官方藝術家檔案館（Hamer Unofficial Artist Archives）保存。
- 1979年2月17日的《旋律創作者（英语：Melody Maker）》，Say a Prayer for the Pretenders，作者：馬克·威廉斯（Mark Williams）。
- 1980年1月26日的《新音乐快递》，Only a Hobo Only a Star，作者：保羅·莫利（Paul Morley）。
- 犀牛娛樂公司（英语：Rhino Entertainment）於2006年發行的偽裝者合唱團套裝合輯《Pirate Radio》，內附小冊子中由班·愛德蒙茲（Ben Edmonds）所寫之文章This is Pirate Radio。
- 1981年《Uncut（英语：Uncut (magazine)）》6月刊，Rock and Roll Heart (Pretenders Special)，作者：艾倫·瓊斯（英语：Allan Jones (editor)）（Allan Jones）。
- 1984年2月3日的《華盛頓特區城市報（英语：Washington City Paper）》， Hynde Sight，作者：麥可茲·亞可（Michazil Yockel）。
- Angel Air Records: Verden Allen Interview

## 外部連結
- James Honeyman-Scott: The Complete 1981 Interview, Jas Obrecht （页面存档备份，存于）
- Pretenders Archives
- Pretenders 977 Radio （页面存档备份，存于）
- 在Find a Grave上的詹姆士·哈尼曼-史考特